# Idaea botydaria
Idaea botydaria là một loài bướm đêm trong họ Geometridae.